# سوار بر فراری
سوار بر فراری (به هندی: Ferrari Ki Sawaari) فیلمی محصول سال ۲۰۱۲ و به کارگردانی راجش ماپوسکار است. در این فیلم بازیگرانی همچون شارمان جوشی، بومان ایرانی، ریتویک ساهوره، پارش راوال و ویدیا بالان ایفای نقش کرده‌اند.